# Janiralata modesta
Janiralata modesta is een pissebed uit de familie Janiridae. De wetenschappelijke naam van de soort is voor het eerst geldig gepubliceerd in 1981 door Mezhov.